# Фигура-модул на глаголицата
Фигурата-модул на глаголицата е хипотетичен модел, върху който се развиват и определят формите на всички букви от глаголицата. Той е предложен през 1982 г. от проф. Васил Йончев в книгата „Древен и съвременен български шрифт“ от Васил и Олга Йончеви.
Проф. Йончев представя своя труд на Националната изложба на илюстрацията и изкуството на българската книга през 1984 г. По този повод Серафим Северняк публикува интервю с проф. Йончев под заглавие „Чудото на буквите кирилски“, в списание Отечество, бр. 18 от 25 септември 1984 г., от което се ползва информация за настоящата статия.
Проф. Йончев в продължение на повече от 20 години работи по въпроса за произхода на глаголическата и кирилската азбука. Чрез проучване на буквените форми от всички запазени до днес епиграфски паметници от Първата българска държава и достигналите до нас глаголически ръкописи и подреждането им по сходство, т.е. чрез проследяване на историческия развой на основните конструкции и конструктивните промени на буквите, проф. Йончев достига до фигурата-модул, представляваща според него „графичен символ на вселената и планетата Земя“. В основата са буквите α и ω:
Те са „графичен синтез на символите вяра и вечност“. Според проф. Йончев фигурата-модул е в основата на всички букви от глаголицата, както и на т.нар. „руни“ или „неизвестни знаци“ от прабългарските надписи от Преслав, Плиска, Мадара, Муфтарлар, Равна и др., които се подчиняват на същата фигура-модул, като спазват същия основен принцип за изграждане, с тази разлика, че „руните“ са сричкова азбука.
Според проф. Йончев Константин-Кирил Философ е откривател на тази фигура-модул, в която съумява да съчетае теологичното и научното начало: „на нейната територия и акватория се развиват всички събития, лаконично посочени само чрез първата буква на думите, свързани със зараждането и развитието на живота на Земята“.
Проф. Йончев твърди, че фигурата-модул на глаголицата е връхна точка в развитието на старобългарската писменост: процесът е исторически, графически и филологически, т.е. от
1. Азбуката от Плиска през
2. Кирилицата се стига до
3. Глаголицата.

От фигурата-модул, според проф. Йончев, се определят и основните цикли в работата на Константин Философ:
- създаването на материята
- структурата на пространството
- събития, станали върху Земята и началото на живата материя
- Вселената и времето
- създаването на живота във водата и въздуха
- създаването на живот на сушата,
- а също така и някои допълнителни цикли:
  - по създаване допълнително на букви от О: 

  - по създаване на съставни букви за носови гласни: 

  - по оформянето на глаголическите букви съобразно знаците от Плиска, откъдето се вижда логиката на вложения смисъл, название и звучене.

Проф. Йончев изтъква, че „цикълът завършва, когато всички линии от фигурата-модул се покрият и изпълнят от формите на буквите. Цикълът е контролна мярка. Той може да се изпълни от три, четири или повече букви. Всяка буква е начален знак на едно понятие“
Според проф. Йончев, при работа с модула, Константин Философ не излиза извън границите му, освен при две букви, които носят смисъл на названия на астрономически тела, Земя (З) и Слънце (С):
Важна роля във фигурата-модул играе хоризонталната линия, символизираща разделянето на въздуха (Д) от водата (В):
Фигурата-модул има две форми – основна и обла:
| Фигура-модул Основна форма                               | Фигура-модул Обла форма                               |
| Фигура-модул Основна форма                               | Фигура-модул Обла форма                               |
| Фигура-модул Основна форма за глаголически букви W Т О М | Фигура-модул Обла форма за глаголически букви W Т О М |
| Глаголически букви W Т О М                               | Кирилски букви W Т О М                                |

За кирилицата проф. Йончев изказва мнение, че тя е „устроената“ от Константин Философ азбука – съдържа 24 гръцки и 14 нови букви.